# E553b
Talco usado como aditivo alimentar
Funções:
1. Agente antiaglomerante - Evita a formação de caroços na comida devido ao excesso de água. Eles geralmente funcionam como um repelente de água ou absorvendo o excesso de umidade 
2. Agente de volume - Substâncias não nutritivas ou inativas adicionadas para aumentar a estabilidade da mistura 
3. Agente Gelificante / Espessante - Aumenta a viscosidade pelo espessamento do líquido para dar mais textura 
4 Agente de Envidraçamento - Um revestimento de cera que fornece proteção e evita a perda de água